# Breakthrough Starshot
Breakthrough Starshot là một chương trình trị giá 100 triệu đôla Mỹ của Breakthrough Initiatives được thông báo vào ngày 12 tháng 4 năm 2016 nhằm phát triển một hạm đội tàu vũ trụ buồm mặt trời (solar sail) nghiệm chứng khái niệm có thể đi tới Alpha Centauri với tốc độ khoảng 20% tốc độ ánh sáng (60 triệu m/s hay 215 triệu km/h). Nó sẽ mất 20 năm để tới được đó và khoảng 4 năm để báo tin tới Trái Đất về thành công của chuyến đi.
Nếu một hành tinh cỡ Trái Đất quay quanh Alpha Centauri, Breakthrough Starshot sẽ cố gắng tập trung các tàu trong vòng 1 đơn vị thiên văn (150 triệu km) của hành tinh đó. Từ khoảng cách này, 4 camera của Breakthrough Starshot sẽ có thể chụp một bức ảnh chất lượng đủ cao để phân tích bề mặt hành tinh. Hạm đội tàu này sẽ có khoảng 1000 tàu, và các tàu này sẽ rất nhỏ (được đặt tên là nanocraft vì chỉ nặng một vài gam). Chúng sẽ được đẩy đi nhờ các tia laser phát từ từ mặt đất có công suất 100 gigawatt. Mỗi nanocraft sẽ truyền dữ liệu trở lại Trái Đất bằng hệ thống liên lạc laser compact có sẵn trên tàu. Cựu giám đốc Trung tâm Nghiên cứu Ames của NASA, Pete Worden là người đứng đầu dự án. Trong ban điều hành của dự án còn có nhà vũ trụ học Stephen Hawking, nhà vật lý và nhà đàu tư mạo hiểm Yuri Milner cũng như ông chủ Facebook CEO Mark Zuckerberg. Milner định mức hao phí của dự án là từ 5 tới 10 tỉ đôla.

## Liên kết
- Trang chủ Breakthrough Initiatives
- Launching a StarChip - concept trên YouTube
- Going interstellar (NASA) trên YouTube